# أنتوني هاريسون
أنتوني هاريسون (بالإنجليزية: Anthony Harrison)‏ هو لاعب كرة قدم أمريكية أمريكي، ولد في 26 سبتمبر 1965 في توكوا في الولايات المتحدة.

## وصلات خارجية
- أنتوني هاريسون على موقع مرجع كرة القدم المحترفة.كوم (الإنجليزية)